# Lijst van gemeentelijke monumenten in Bunnik
De gemeente Bunnik heeft 69 gemeentelijke monumenten, hieronder een overzicht. 

## Bunnik
De plaats Bunnik kent 27 gemeentelijke monumenten:
| Object                                                         | Bouwjaar  | Architect        | Locatie               | Coördinaten                  | Nr.        | Afbeelding                                                     |
| -------------------------------------------------------------- | --------- | ---------------- | --------------------- | ---------------------------- | ---------- | -------------------------------------------------------------- |
| De Witboom                                                     | 1903      |                  | Achterdijk 31         | 52° 2' 46" NB, 5° 12' 5" OL  | 0312/WN001 | De Witboom                                                     |
| Stadse villa                                                   | 1921      |                  | Dorpsstraat 3         | 52° 4' 5" NB, 5° 12' 12" OL  | 0312/WN002 | Stadse villa                                                   |
| Wapen van Bunnik                                               | 16e eeuw  |                  | Dorpsstraat 9         | 52° 4' 4" NB, 5° 12' 10" OL  | 0312/WN003 | Wapen van Bunnik                                               |
| De Nienhof                                                     | ca 1685   |                  | Grotelaan 16 en 16 by | 52° 4' 25" NB, 5° 11' 54" OL | 0312/WN004 | Meer afbeeldingen                                              |
| Bakhuis De Nienhof                                             | 19e eeuw  |                  | Grotelaan 20          | 52° 4' 25" NB, 5° 11' 56" OL | 0312/WN005 | Bakhuis De Nienhof                                             |
| Landhuisje met rieten kap, portierswoning bij de Nienhof       | 1908      |                  | Grotelaan 8           | 52° 4' 17" NB, 5° 12' 5" OL  | 0312/WN006 | Landhuisje met rieten kap, portierswoning bij de Nienhof       |
| Houten woonhuis                                                | 1926      | G. van Kouwen    | Koningslaan 32        | 52° 3' 51" NB, 5° 9' 46" OL  | 0312/WN007 | Houten woonhuis                                                |
| Houten woonhuis                                                | 1924      |                  | Koningslaan 34        | 52° 3' 51" NB, 5° 9' 46" OL  | 0312/WN008 | Houten woonhuis                                                |
| Kleine witgepleisterde langhuisboerderij                       | 18e eeuw  |                  | Langstraat 33         | 52° 4' 10" NB, 5° 11' 58" OL | 0312/WN009 | Kleine witgepleisterde langhuisboerderij                       |
| Overdam                                                        | 1883      |                  | Marsdijk 1            | 52° 3' 38" NB, 5° 10' 24" OL | 0312/WN010 | Meer afbeeldingen                                              |
| Een zomer / bakhuis                                            | vóór 1828 |                  | Provincialeweg 116 by | 52° 3' 51" NB, 5° 10' 20" OL | 0312/WN011 | Upload foto                                                    |
| Een zomer / bakhuis                                            | vóór 1828 |                  | Provincialeweg 116 by | 52° 3' 51" NB, 5° 10' 20" OL | 0312/WN012 | Upload foto                                                    |
| Een zomer / bakhuis                                            | vóór 1828 |                  | Provincialeweg 116 by | 52° 3' 51" NB, 5° 10' 18" OL | 0312/WN013 | Upload foto                                                    |
| Vrijstaand burgerwoonhuis                                      | 1926      |                  | Provincialeweg 23     | 52° 4' 1" NB, 5° 11' 55" OL  | 0312/WN014 | Vrijstaand burgerwoonhuis                                      |
| Gevelsteen                                                     | 1950      | H. van Overhagen | Provincialeweg 38     | 52° 4' 1" NB, 5° 11' 47" OL  | 0312/WN015 | Gevelsteen                                                     |
| Kleine stadse villa                                            | 1922      | H. van Overhagen | Provincialeweg 61     | 52° 3' 59" NB, 5° 11' 42" OL | 0312/WN016 | Kleine stadse villa                                            |
| Algemene begraafplaats                                         | 1889      | Albert Nijland   | Provincialeweg 63     | 52° 3' 57" NB, 5° 11' 36" OL | 0312/WN017 | Meer afbeeldingen                                              |
| Op het terrein bij boerderij Runnenburg (RM) gelegen bakhuisje | ca 1800   |                  | Provincialeweg 77     | 52° 3' 48" NB, 5° 11' 8" OL  | 0312/WN018 | Op het terrein bij boerderij Runnenburg (RM) gelegen bakhuisje |
| Bakstenen schuur annex wagenberging                            | 18e eeuw  |                  | Provincialeweg 78     | 52° 3' 53" NB, 5° 11' 19" OL | 0312/WN019 | Bakstenen schuur annex wagenberging                            |
| Landhuisje met rieten kap                                      | 1924      |                  | Rhijnauwenselaan 10   | 52° 3' 53" NB, 5° 10' 42" OL | 0312/WN020 | Landhuisje met rieten kap                                      |
| De Raaphof                                                     | 1878      |                  | Schoudermantel 52     | 52° 3' 31" NB, 5° 13' 5" OL  | 0312/WN021 | Meer afbeeldingen                                              |
| Het Tolhuis                                                    | 1827      |                  | Tolhuislaan 1         | 52° 4' 11" NB, 5° 12' 15" OL | 0312/WN022 | Het Tolhuis                                                    |
| ‘De Boeije’, boerderij, koetshuisje en bak / zomerhuis         | 16e eeuw  |                  | Vossegatsedijk 2a     | 52° 4' 37" NB, 5° 9' 41" OL  | 0312/WN023 | Upload foto                                                    |
| ‘De Boeije’, boerderij, koetshuisje en bak / zomerhuis         | 16e eeuw  |                  | Vossegatsedijk 2b     | 52° 4' 38" NB, 5° 9' 42" OL  | 0312/WN024 | Upload foto                                                    |
| Woonhuis in neorenaissance stijl                               | ca 1867   |                  | Vossegatsedijk 3      | 52° 4' 27" NB, 5° 10' 27" OL | 0312/WN025 | Upload foto                                                    |
| Woonhuis met pannendak                                         | 18e eeuw  |                  | Vossegatsedijk 4      | 52° 4' 34" NB, 5° 10' 53" OL | 0312/WN026 | Upload foto                                                    |
| Raadhuisbrug                                                   | 1901      | J.C. Wentink     | Leemkolkweg brug      | 52° 4' 8" NB, 5° 12' 12" OL  | 0312/WN030 | Raadhuisbrug                                                   |

## Odijk
De plaats Odijk kent 7 gemeentelijke monumenten:
| Object                                       | Bouwjaar | Architect | Locatie          | Coördinaten                  | Nr.        | Afbeelding                                   |
| -------------------------------------------- | -------- | --------- | ---------------- | ---------------------------- | ---------- | -------------------------------------------- |
| ’t Vagevuur                                  | 18e eeuw |           | Achterdijk 40    | 52° 2' 38" NB, 5° 12' 24" OL | 0312/WN027 | ’t Vagevuur                                  |
| Wapen van Odijk                              |          |           | De Meent 53      | 52° 2' 59" NB, 5° 14' 4" OL  | 0312/WN028 | Wapen van Odijk                              |
| Schuurberg bij boerderij                     |          |           | Houtenseweg 14   | 52° 2' 12" NB, 5° 11' 41" OL | 0312/WN029 | Schuurberg bij boerderij                     |
| Langhuisboerderij met naastgelegen veeschuur | 1930     |           | Vinkenburgweg 3  | 52° 2' 59" NB, 5° 13' 37" OL | 0312/WN031 | Langhuisboerderij met naastgelegen veeschuur |
| De Beug                                      | 19e eeuw |           | Werkhovenseweg 1 | 52° 2' 43" NB, 5° 13' 50" OL | 0312/WN032 | De Beug                                      |
| Het Burgje                                   | 16e eeuw |           | Weteringsdijk 6  | 52° 2' 52" NB, 5° 13' 26" OL | 0312/WN033 | Het Burgje                                   |
| Stadse villa                                 | 1909     | D. Kruyf  | Zeisterweg 32    | 52° 2' 56" NB, 5° 14' 2" OL  | 0312/WN034 | Stadse villa                                 |

## Werkhoven
De plaats Werkhoven kent 35 gemeentelijke monumenten:
| Object                                          | Bouwjaar  | Architect              | Locatie                   | Coördinaten                  | Nr.        | Afbeelding                                      |
| ----------------------------------------------- | --------- | ---------------------- | ------------------------- | ---------------------------- | ---------- | ----------------------------------------------- |
| Heeckerenshoeve                                 | 1862      |                        | Achterdijk 45             | 52° 1' 39" NB, 5° 14' 5" OL  | 0312/WN035 | Heeckerenshoeve                                 |
| Heeckerenshoeve                                 | 1862      |                        | Achterdijk 45 a           | 52° 1' 39" NB, 5° 14' 4" OL  | 0312/WN036 | Heeckerenshoeve                                 |
| Willemshoeve                                    | 1903      |                        | Achterdijk 84 a           | 52° 1' 15" NB, 5° 13' 52" OL | 0312/WN037 | Upload foto                                     |
| Voorhuis van witgepleisterde dwarshuisboerderij | ca 1671   |                        | Ambachtstraat 36          | 52° 1' 28" NB, 5° 14' 50" OL | 0312/WN038 | Voorhuis van witgepleisterde dwarshuisboerderij |
| Herenhuis                                       | 1835      |                        | Beverweertseweg 10        | 52° 1' 29" NB, 5° 14' 54" OL | 0312/WN039 | Herenhuis                                       |
| Dwarshuisboerderij                              | 1860      |                        | Beverweertseweg 14        | 52° 1' 30" NB, 5° 14' 53" OL | 0312/WN040 | Dwarshuisboerderij                              |
| Schutsluis                                      | 1870      |                        | Beverweertseweg 36        | 52° 1' 40" NB, 5° 15' 14" OL | 0312/WN041 | Schutsluis                                      |
| Sluiswachterswoning                             | 1870      |                        | Beverweertseweg 36        | 52° 1' 40" NB, 5° 15' 15" OL | 0312/WN042 | Sluiswachterswoning                             |
| Katteveld                                       | 1921      |                        | Beverweertseweg 38        | 52° 1' 28" NB, 5° 15' 28" OL | 0312/WN043 | Katteveld                                       |
| Dwarshuisboerderij, voorhuis                    |           |                        | Beverweertseweg 4         | 52° 1' 28" NB, 5° 14' 50" OL | 0312/WN044 | Dwarshuisboerderij, voorhuis                    |
| Dorpspomp                                       | 1964      |                        | Brink                     | 52° 1' 26" NB, 5° 14' 44" OL | 0312/WN045 | Dorpspomp                                       |
| Muziektent                                      | 1931      | A. van Leeuwen         | Brink                     | 52° 1' 26" NB, 5° 14' 43" OL | 0312/WN046 | Muziektent                                      |
| Arrestantenlokaal en lijkbaarhuisje             | 19e eeuw  |                        | Brink bij 5               | 52° 1' 28" NB, 5° 14' 41" OL | 0312/WN047 | Arrestantenlokaal en lijkbaarhuisje             |
| Pastorie ‘O.L.V. Maria Hemelvaart’              | 1907      | Wolter te Riele Gzn    | Herenstraat 11            | 52° 1' 32" NB, 5° 14' 43" OL | 0312/WN048 | Pastorie ‘O.L.V. Maria Hemelvaart’              |
| Herenhuis met garage                            | 1929      | L.F.C. Gathier         | Herenstraat 13            | 52° 1' 31" NB, 5° 14' 42" OL | 0312/WN049 | Herenhuis met garage                            |
| Blokje van vier arbeiderswoningen               | 1924      | H. van Overhagen       | Herenstraat 15            | 52° 1' 30" NB, 5° 14' 40" OL | 0312/WN050 | Blokje van vier arbeiderswoningen               |
| Blokje van vier arbeiderswoningen               | 1924      | H. van Overhagen       | Herenstraat 17            | 52° 1' 30" NB, 5° 14' 40" OL | 0312/WN051 | Blokje van vier arbeiderswoningen               |
| Blokje van vier arbeiderswoningen               | 1924      | H. van Overhagen       | Herenstraat 19            | 52° 1' 29" NB, 5° 14' 40" OL | 0312/WN052 | Blokje van vier arbeiderswoningen               |
| Klein Sonsbeek                                  | ca 1880   |                        | Herenstraat 2             | 52° 1' 35" NB, 5° 14' 37" OL | 0312/WN053 | Klein Sonsbeek                                  |
| Blokje van vier arbeiderswoningen               | 1924      | H. van Overhagen       | Herenstraat 21            | 52° 1' 29" NB, 5° 14' 40" OL | 0312/WN054 | Blokje van vier arbeiderswoningen               |
| Hoevelaar                                       | 1907      |                        | Herenstraat 25            | 52° 1' 28" NB, 5° 14' 42" OL | 0312/WN055 | Hoevelaar                                       |
| R.-K. kerk ‘O.L.V. Maria Hemelvaart’            | 1907      | Wolter te Riele Gzn    | Herenstraat 9             | 52° 1' 32" NB, 5° 14' 43" OL | 0312/WN056 | Meer afbeeldingen                               |
| 't Hogeland                                     |           |                        | Hogelandseweg 2           | 52° 1' 30" NB, 5° 12' 14" OL | 0312/WN057 | Upload foto                                     |
| Hofstede Koning’s Bergen                        | 17e-eeuws |                        | Hollendewagenweg 14       | 52° 0' 4" NB, 5° 14' 27" OL  | 0312/WN058 | Upload foto                                     |
| Hofstede Koning’s Bergen                        | 17e-eeuws |                        | Hollendewagenweg 14 a     | 52° 0' 3" NB, 5° 14' 28" OL  | 0312/WN059 | Upload foto                                     |
| Priorij Gods Werkhof                            | 1959      | Jan Drummen            | Hollendewagenweg 20       | 52° 0' 10" NB, 5° 15' 19" OL | 0312/WN060 | Meer afbeeldingen                               |
| Hoeve Sterkwijk                                 |           |                        | Hollendewagenweg 21a en b | 52° 0' 44" NB, 5° 14' 49" OL | 0312/WN061 | Meer afbeeldingen                               |
| Veensche Bouwing                                | 1911      |                        | Jachtrustlaan 1           | 52° 1' 46" NB, 5° 15' 27" OL | 0312/WN062 | Veensche Bouwing                                |
| Hoge Zandbrug                                   |           |                        | Leemkolkweg               | 52° 0' 38" NB, 5° 16' 5" OL  | 0312/WN063 | Hoge Zandbrug                                   |
| Herv. Begraafplaats                             |           |                        | Leemkolkweg 2a            | 52° 0' 59" NB, 5° 14' 46" OL | 0312/WN064 | Herv. Begraafplaats                             |
| Sprokkelenburg                                  | 1904      |                        | Leemkolkweg 4             | 52° 0' 55" NB, 5° 15' 22" OL | 0312/WN065 | Sprokkelenburg                                  |
| Watertoren                                      | 1935      | ingenieursbureau Mabeg | Watertorenweg 1           | 52° 0' 14" NB, 5° 15' 50" OL | 0312/WN066 | Meer afbeeldingen                               |
| Veldzicht                                       | ca 1900   |                        | Werkhovenseweg 16         | 52° 2' 13" NB, 5° 13' 55" OL | 0312/WN067 | Upload foto                                     |
| Veldzicht                                       | ca 1900   |                        | Werkhovenseweg 16a        | 52° 2' 13" NB, 5° 13' 55" OL | 0312/WN068 | Upload foto                                     |
| Veldzicht                                       | ca 1900   |                        | Werkhovenseweg 16b        | 52° 2' 13" NB, 5° 13' 54" OL | 0312/WN069 | Upload foto                                     |